# صيدناني الصنوبر الأصفر
صيدناني الصنوبر الأصفر (الاسم العلمي: Tamias amoenus) (بالإنجليزية: Yellow-pine Chipmunk)‏ هو نوع من الحيوانات يتبع جنس الصيدناني من فصيلة السنجابيات.